# Eutichurus ravidus
Eutichurus ravidus is een spinnensoort uit de familie van de Cheiracanthiidae.
De wetenschappelijke naam van de soort werd in 1897 gepubliceerd door Eugène Simon.